# مسجد امام جمعه
مسجد امام جمعه مربوط به دوره صفوی است و در تبریز، بازار قدیم، بازار صفی، بازار مسجد جامع واقع شده و این اثر در تاریخ ۲۴ تیر ۱۳۸۲ با شمارهٔ ثبت ۹۱۷۸ به‌عنوان یکی از آثار ملی ایران به ثبت رسیده است.